# Hans Pernälv
Hans Evert Pernälv, ursprungligen Persson, född 24 april 1941 i Källstorps församling i dåvarande Malmöhus län, död 10 maj 1985 i Slimminge församling i Malmöhus län, var en svensk företagsledare.
Hans Pernälv anställdes vid Kockums mekaniska verkstad 1961. Efter examen från tekniskt gymnasium 1968 och ekonomexamen 1972 kom han samma år till Götaverken i Arendal och blev personalchef där 1973. Han blev VD för Götaverken i Sölvesborg AB 1975 och fortsatte som VD för Götaverken i Finnboda AB 1976–1979. Han var sedan delägare och styrelseledamot i Rederi Harry Borthen & Co A/S i Oslo från 1979 och i Scandinavian Marine Services AB i Stockholm.
Pernälv var en tid gift med Kerstin Birgitta Engdahl (1942–1989). Sedan var han under en period från 1975 gift med psykologen Eva Sjöquist (född 1947), dotter till professor John Sjöquist och laboranten Inga Lewander. Slutligen var han från 1983 till sin död gift med Renate Larsen (född 1954).